# Gödelövs kyrka
Gödelövs kyrka är en kyrkobyggnad i Gödelöv. Den tillhör Genarps församling i Lunds stift. Kyrkan är församlingskyrka med kyrkogård som inhägnas av häckar.

## Kyrkobyggnaden
Troligen härstammar kyrkan från 1200-talet. Tornet tillkom på 1300-talet. 1767 var kyrkan nära att rivas, men på grund av motstånd från sockenborna kunde kyrkan räddas. År 1905 gjordes den senaste stora reparationen av kyrkan. Altarskåpet, dopfunten och bänkarna härstammar från denna renovering.

## Inventarier
- Predikstolen är från 1580.
- Altaruppsatsen är från 1500-talet och visar scener ur korsfästelsen.
- Dopfunten är från medeltiden och fanns tidigare i Östra Tunhems medeltidskyrka i Västergötland.
- Ljuskronorna i taket är av mässing och tillverkades i slutet av 1800-talet.

### Orgel
- 1871 byggde Sven Fogelberg, Lund en orgel med 6 stämmor.
- Den nuvarande orgeln byggdes 1948 av A. Mårtenssons Orgelfabrik AB, Lund och är en pneumatisk orgel.

| Manual        | Pedal      | Koppel     |
| Principal 8'  | Subbas 16´ | Man/Ped    |
| Gedackt 8'    |            | Man 4'/Man |
| Salicional 8' |            |            |
| Octava 4'     |            |            |
| Waldflöjt 2'  |            |            |
| Mixtur 3 chor |            |            |

## Bilder

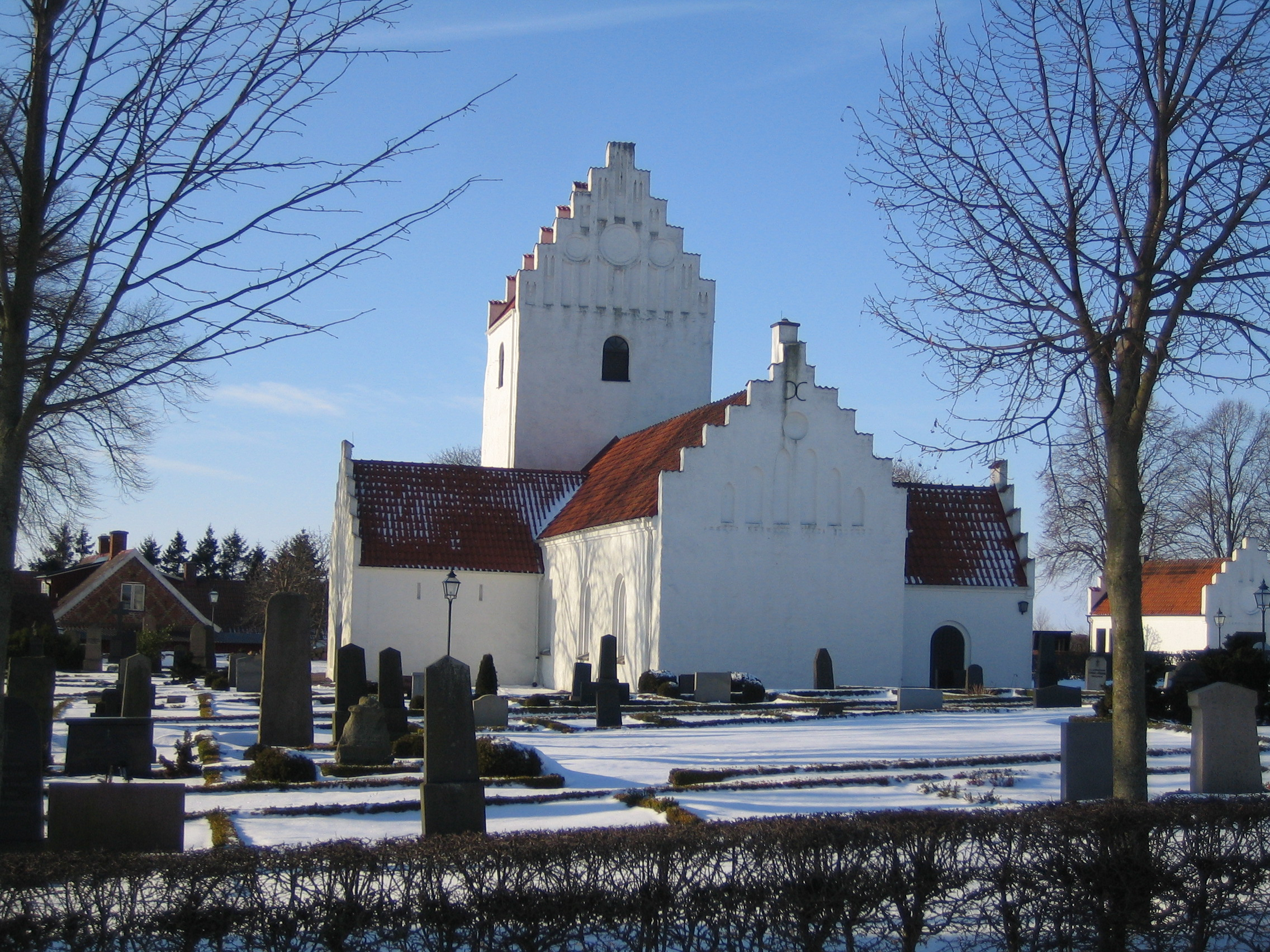
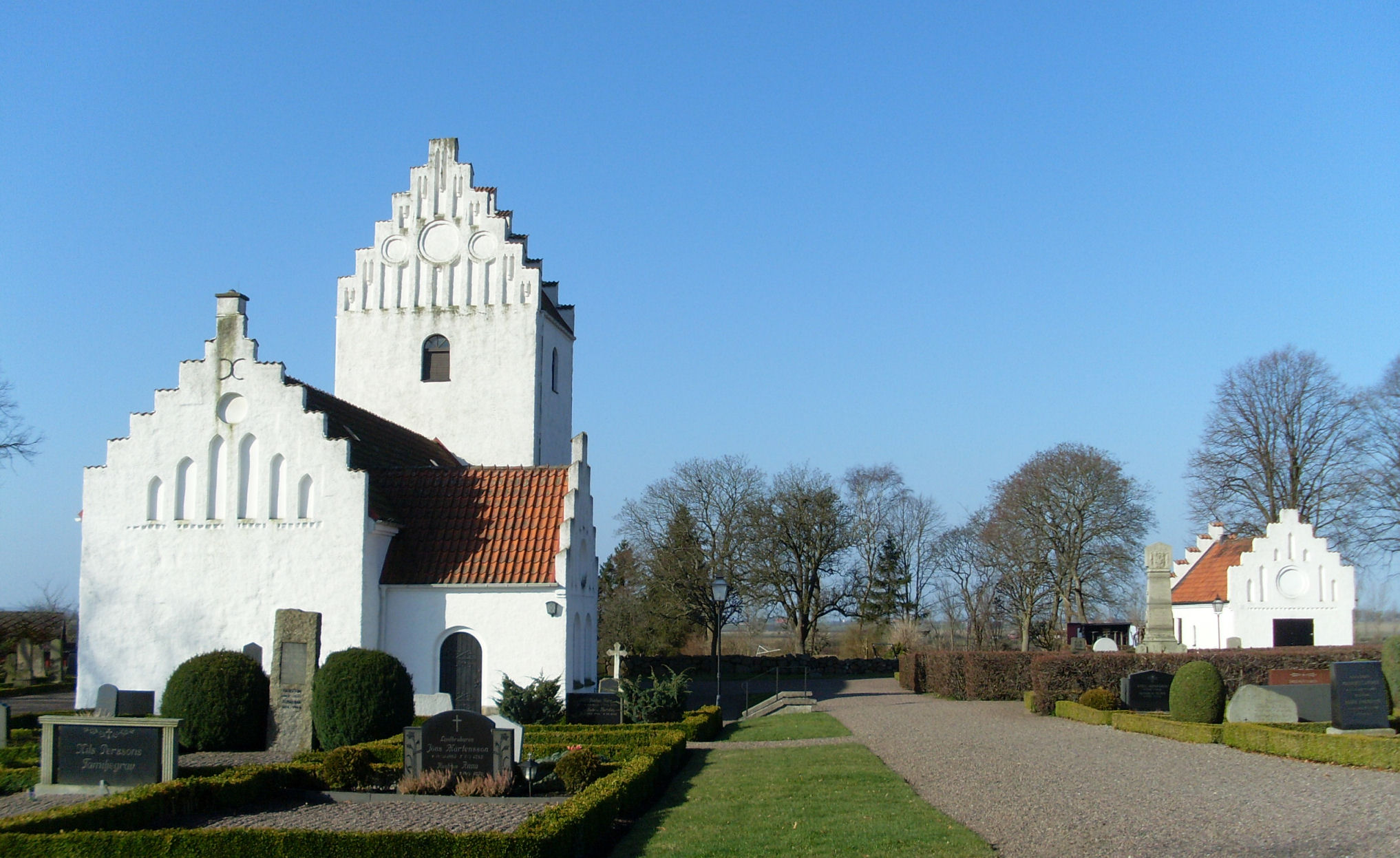
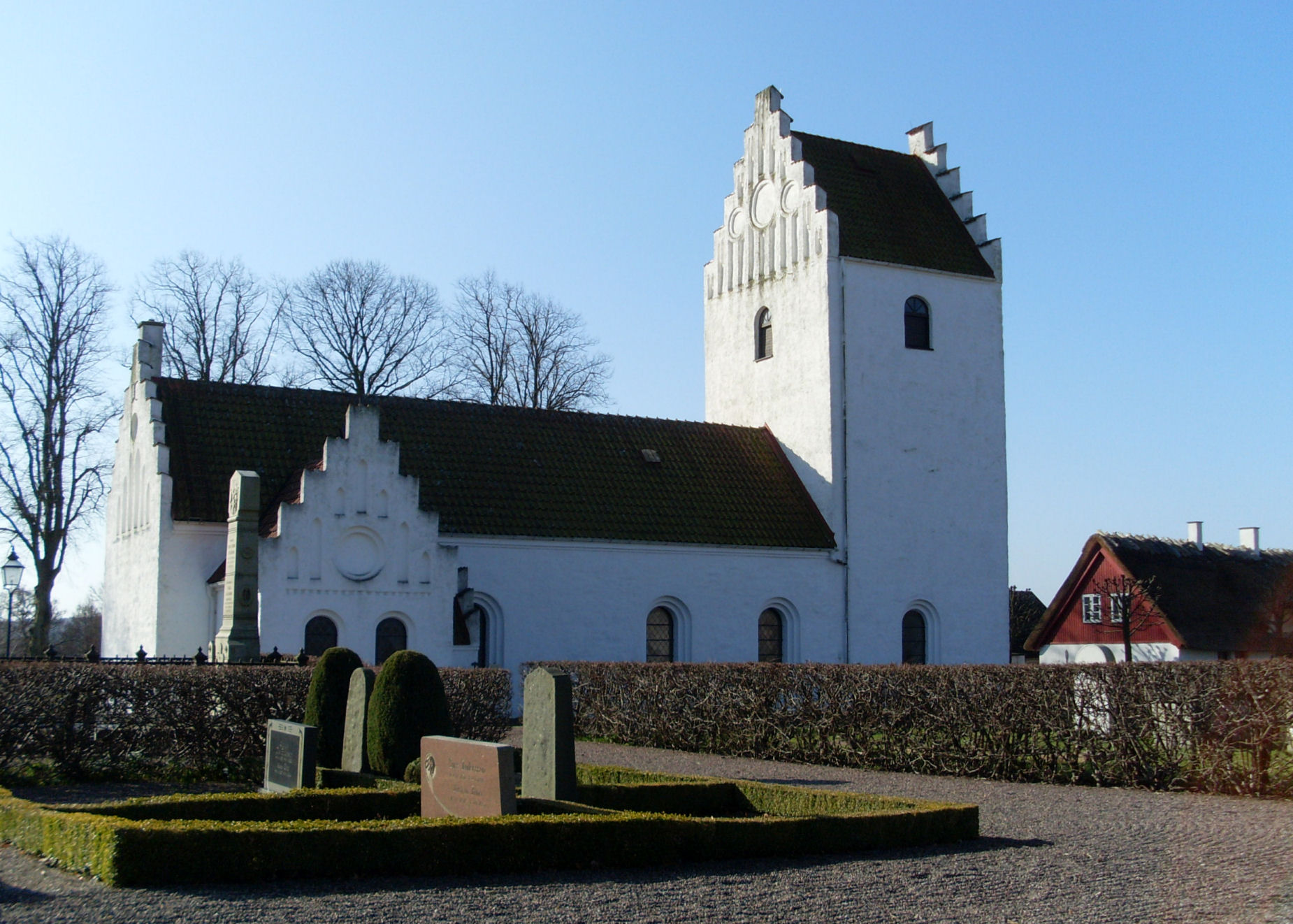